# Czarlina-Osada
Czarlina-Osada – osada w Polsce położona w województwie pomorskim, w powiecie kościerskim, w gminie Kościerzyna.
Do 31 grudnia 2015 była częścią wsi Czarlina.